# Manuel Povea
Manuel Povea Molinero conocido como Manolo Povea (Puente Genil (Córdoba), España, 4 de marzo de 1969) es un entrenador español de baloncesto que actualmente es entrenador del equipo Araberri Basket Club de la LEB Oro.

## Trayectoria
Es un entrenador de baloncesto español con una gran trayectoria deportiva, entre 1984 y 1992 fue entrenador de categorías base del Mayoral Maristas de Málaga. Más tarde, entre 1992 y 2004 fue entrenador del cuerpo técnico del Unicaja Málaga en diversos equipos de base y entrenador ayudante de Pedro Ramírez, Javier Imbroda y Bozidar Maljkovic, entre otros.
Salió del club cajista a mediados de la campaña 2004/2005 hacia tierras portuguesas, donde tuvo su oportunidad como primer entrenador en el Basquetebol do Sport Clube Lusitânia de las Islas Azores. Allí estuvo casi cuatro temporadas y ganó su primer título, la Copa (Taça) de Portugal en la 2006/07. En enero de 2008, fichó por el campeón de la liga portuguesa, el Ovarense Basquetebol con el que participó también en la ULEB Cup y con el que revalidó el título esa campaña sumando así su primera liga a su palmarés personal. Con este bagaje, en la campaña 2008/09 regresó a nuestro país para ponerse al frente del Gestibérica Ciudad de Vigo de LEB Plata. Al año siguiente (09/10) dirigió al Ciudad de Vigo Básquet en LEB Oro, pero a causa de los problemas económicos de este club, en la temporada 2010/11 regresó a Portugal, donde dirigió al C.B. Penafiel, un recién ascendido a la primera división que acabó 5ª en la Liga Regular y fue finalista de la Copa. 
En la temporada 2011-12, vuelve a Málaga para dirigir al Clínicas Rincón Benahavís de LEB Oro.
Durante la temporada 2013-14 volvería a Portugal para dirigir al equipo femenino del Alges en la Primera División femenina Portugal. En la siguiente temporada (2014-15) se convertiría en seleccionador de la Selección de baloncesto de Irak.
En 2015, regresa a España para volver a Málaga y entrenar al Forus Medacbasket de la Liga EBA donde estaría como responsable del club cordobés durante tres temporadas.
En verano de 2018, se marcha a Venezuela para ser ser entrenador del Panteras de Miranda de la Liga Profesional de Baloncesto de Venezuela, una vez que terminó la temporada en la Liga EBA, al frente del MedacBasket. El club venezolano ya contó con el malagueño la temporada pasada y Povea dejó huella en el equipo, por lo que en mayo volvieron a recurrir donde guio a las Panteras de Miranda para ser por primera vez en 13 años, líder de la Conferencia Oriental de la Liga Profesional de Baloncesto (LPB) 2018, con balance de 10-6 para ser elegido como entrenador del año.
En enero de 2019, el Sáenz Horeca Araberri incorpora al entrenador para dirigir al equipo vasco en LEB Oro hasta el término de la temporada 2018-19.

## Clubs
- 1984-92: Mayoral Maristas de Málaga. Entrenador categorías base.
- 1992-04: Unicaja Málaga. Entrenador ayudante.
- 2005-08: Basquetebol do Sport Clube Lusitânia. Liga Portuguesa de Basquetebol.
- 2008: Ovarense Basquetebol. Liga Portuguesa de Basquetebol.
- 2008-09: Gestibérica Ciudad de Vigo. LEB Plata.
- 2009-10: Ciudad de Vigo Básquet. LEB Oro.
- 2010-11: CB Penafiel. Liga Portuguesa de Basquetebol.
- 2011-12: Clínicas Rincón Benahavís. LEB Oro.
- 2013-14: Alges. 1ª División femenina Portugal.
- 2014-15: Selección de baloncesto de Irak.
- 2015-17: Forus Medacbasket. Liga EBA.
- 2017: Panteras de Miranda. Liga Profesional de Baloncesto de Venezuela.
- 2017-18: Forus Medacbasket. Liga EBA.
- 2018: Panteras de Miranda. Liga Profesional de Baloncesto de Venezuela.
- 2019-act.: Araberri Basket Club. LEB Oro.

## Palmarés
- 1 Copa Portugal (2007).
- 1 Liga Portugal (2008).